# Balungtawun
Balungtawun is een bestuurslaag in het regentschap Lamongan van de provincie Oost-Java, Indonesië. Balungtawun telt 2622 inwoners (volkstelling 2010).